# 默丁根
默丁根是德国巴伐利亚州的一个市镇。总面积23.02平方公里，总人口1334人，其中男性655人，女性679人（2011年12月31日），人口密度58人/平方公里。